# 紅米Note 5
紅米Note 5（印度：紅米Note 5 Pro）是小米科技於2018年2月14日於印度發表的Android全螢幕智能手機，搭載基於Android 8.1的MIUI 9系統、5.99吋2160x1080 FHD+螢幕、高通驍龍636處理器、4GB/ 6GB LPDDR4X記憶體、64GB儲存空間。該機是全球首款搭載高通驍龍636處理器的手機。
此机最早在2018年2月14日于印度發佈，该发布会同时发布了两款手机：一款红米Note 5手机，一款红米Note 5 Pro手机。其中，在印度发布的红米Note 5与在中国发布的紅米手機5 Plus除名称外无任何区别。而发布的另一款红米Note 5 Pro则与后来在中国地区发布的红米Note 5手机类似，在印度发布的红米Note 5 Pro手机使用的摄像机模组与在中国发布的红米Note 5使用的摄像机模组不同。机器於2018年2月22日在印度開賣。在開賣當日10秒之內該機就已經一搶而空。。
此機也在MWC 2018展覽會上展出，並且搭載基於Android 8.1的MIUI 9系統而該機也獲得Android Headlines的Best of MWC 2018獎項。。
此機也在2018年3月16日在中國發表，在中國大陸、台灣和香港以紅米Note 5的名稱推出。
此機於2018年3月20日在中國開賣而該機也在台灣支援4G全頻段
。